# Баргель, Януш (сенатор)
Януш Луцян Баргель (пол. Janusz Lucjan Bargieł, род. 15 мая 1958 года, Олькуш, ум. 11 декабря 2021 года) — польский политик, деятель местного самоуправления, сенатор V каденции.

## Биография
Получил диплом факультета общественных наук Силезского Университета в Катовицах. С 1973 года работал на Олькушской фабрике эмалированных изделий, затем был заместителем коменданта Добровольной Рабочей Дружины в Олькуше и директором районого Рабочего комитета в этом городе. Был членом Польской объединённой рабочей партии и Союза польской социалистической молодёжи, в котором возглавлял комитет гмины в Олькуше, одновременно являясь членом Главного совета. В 1990—1995 годах занимался предпринимательской деятельностью.
С 1995 года заместитель руководителя районной управы в Олькуше, а с 1998 староста Олькушского повята. С 1999 года присоединился к Союзу демократических левых сил, входил в состав местного органа управления партии в Кракове. На выборах 2001 года, по списку этой партии, получил мандат сенатора от краковского округа № 12. В сенате участвовал в работе в Комиссии по охране окружающей среды и Комиссии по европейским делам.
На выборах 2005 года не был переизбран. На местных выборах 2006 года по списку «Левые и демократы», безуспешно баллотировался в совет Олькушевского повята. С 2006 по 2007 был вице-бургомистром Вольброма. На досрочных выборах 2007 года не сумел получить мандат посла в Сейм, выдвигаясь в округе № 12 первым номером списка Самообороны, оставаясь при этом членом СДЛС (получил 800 голосов). По списку блока «Левые Вместе» пытался избраться в Сеймик Малопольского Воеводства на местных выборах 2014 и 2018 годов). На выборах 2019 года баллотировался в Сенат от избирательного округа № 31.
Похоронен на приходском кладбище в Олькуше.

## Личная жизнь
Был женат. Имел двух сыновей (Пётр и Рафаль).